# Llista de virreis de València
La llista de virreis de València inclou els magistrats que van exercir des de l'establiment del règim de virregnat el 1520, fent que el càrrec de Lloctinent del Regne de València accentués el seu caràcter intermedi perdent gran part de la seva importància política en favor dels virreis i sent suprimit amb els decrets de Nova Planta.
| Rei                                                                            | Virrei                                                                 | Període     | Notes                                                                                             |
| Carles I de València (1516 - 1556)                                             | Diego Hurtado de Mendoza, comte de Mélito                              | 1520 - 1523 |                                                                                                   |
| Carles I de València (1516 - 1556)                                             | Germana de Foix                                                        | 1523 - 1526 |                                                                                                   |
| Carles I de València (1516 - 1556)                                             | Germana de Foix i Ferran d'Aragó                                       | 1526 - 1538 | Matrimoni. Germana de Foix va morir en 1538.                                                      |
| Carles I de València (1516 - 1556)                                             | Ferran d'Aragó, duc de Calàbria                                        | 1538 - 1550 | Napolità. Es tornà a casar amb Mencía de Mendoza                                                  |
| Carles I de València (1516 - 1556)                                             | Llorenç de Vilarrassa                                                  | 1550 - 1553 | 1ª vegada. Interí                                                                                 |
| Carles I de València (1516 - 1556)                                             | Bernardino de Cárdenas i Pacheco, duc de Maqueda                       | 1553 - 1558 |                                                                                                   |
| Felip I de València (1556 - 1598)                                              | Alfons d'Aragó, duc de Sogorb                                          | 1558 - 1563 |                                                                                                   |
| Felip I de València (1556 - 1598)                                              | Llorenç de Vilarrassa                                                  | 1563 - 1566 | 2ª vegada                                                                                         |
| Felip I de València (1556 - 1598)                                              | Alonso Pimentel i Herrera de Velasco, comte de Benavente               | 1566 - 1572 |                                                                                                   |
| Felip I de València (1556 - 1598)                                              | Íñigo López de Mendoza, marquès de Mondéjar                            | 1572 - 1575 |                                                                                                   |
| Felip I de València (1556 - 1598)                                              | Vespasiano Gonzaga Colonna, duc de Sabbioneta                          | 1575 - 1578 | Napolità.                                                                                         |
| Felip I de València (1556 - 1598)                                              | Pedro Manrique de Lara i Encunya, duc de Nájera                        | 1578 - 1580 |                                                                                                   |
| Felip I de València (1556 - 1598)                                              | Francesc de Montcada i Cardona, marquès de Aytona                      | 1580 - 1595 |                                                                                                   |
| Felip I de València (1556 - 1598)                                              | Francisco Gómez de Sandoval i Rojas, marquès de Denia                  | 1595 - 1597 |                                                                                                   |
| Felip I de València (1556 - 1598)                                              | Juan Alonso Pimentel d'Herrera, comte de Benavente                     | 1598 - 1602 |                                                                                                   |
| Felip II de València (1598 - 1621)                                             | Joan de Ribera, arquebisbe de València                                 | 1602 - 1604 |                                                                                                   |
| Felip II de València (1598 - 1621)                                             | Juan de Sandoval y Rojas, marquès de Villamizar                        | 1604 - 1606 |                                                                                                   |
| Felip II de València (1598 - 1621)                                             | Luis Carrillo de Toledo y Chacón, marquès de Caracena                  | 1606 - 1615 |                                                                                                   |
| Felip II de València (1598 - 1621)                                             | Gómez Suárez de Figueroa y Córdoba, duc de Feria                       | 1615 - 1618 |                                                                                                   |
| Felip II de València (1598 - 1621)                                             | Antonio Pimentel i Toledo, marquès de Tavara                           | 1618 - 1622 |                                                                                                   |
| Felip III de València (1621 - 1665)                                            | Enrique Dávila i Guzmán, marquès de Povar                              | 1622 - 1627 |                                                                                                   |
| Felip III de València (1621 - 1665)                                            | Luis Ferrer de Cardona                                                 | 1627 - 1628 | Interí.                                                                                           |
| Felip III de València (1621 - 1665)                                            | Luis Fajardo i Requeséns, marquès dels Vélez                           | 1628 - 1631 |                                                                                                   |
| Felip III de València (1621 - 1665)                                            | Pedro Fajardo de Zúñiga y Requesens, marquès dels Vélez                | 1631 - 1635 | Fill de l'anterior.                                                                               |
| Felip III de València (1621 - 1665)                                            | Fernando de Borja i Aragó                                              | 1635 - 1640 |                                                                                                   |
| Felip III de València (1621 - 1665)                                            | Federico Colonna, príncep de Butera                                    | 1640 - 1641 | Napolità.                                                                                         |
| Felip III de València (1621 - 1665)                                            | Antonio Juan Luis de la Cerda y Toledo, duc de Medinaceli              | 1641 - 1642 |                                                                                                   |
| Felip III de València (1621 - 1665)                                            | Pascual de Borja Aragó i Centelles, duc de Gandia                      | 1642        |                                                                                                   |
| Felip III de València (1621 - 1665)                                            | Rodrigo Ponce de León, duc d'Arcs                                      | 1642 - 1645 |                                                                                                   |
| Felip III de València (1621 - 1665)                                            | Duarte Fernando Álvarez de Toledo, comte d'Oropesa                     | 1645 - 1650 |                                                                                                   |
| Felip III de València (1621 - 1665)                                            | Pedro de Urbina i Montoya, arquebisbe de València                      | 1650 - 1652 |                                                                                                   |
| Felip III de València (1621 - 1665)                                            | Luis Guillermo de Montcada, duc de Montalto                            | 1652 - 1659 |                                                                                                   |
| Felip III de València (1621 - 1665)                                            | Manuel dels Cobos i Lluna, marquès de Camarasa                         | 1659 - 1663 |                                                                                                   |
| Felip III de València (1621 - 1665)                                            | Vicente Gonzaga Doria                                                  | 1663        | No va prendre possessió del càrrec.                                                               |
| Felip III de València (1621 - 1665)                                            | Basilio de Castelví i Ponce                                            | 1663 - 1664 | Interí.                                                                                           |
| Felip III de València (1621 - 1665)                                            | Antonio Pedro Álvarez Ossorio, marquès de Astorga                      | 1664 - 1666 |                                                                                                   |
| Regència de Maria Anna d'Àustria i regnat de Carles II de València (1665-1700) | Gaspar Felipe de Guzmán i Mejía, marquès de Leganés                    | 1666 - 1667 |                                                                                                   |
| Regència de Maria Anna d'Àustria i regnat de Carles II de València (1665-1700) | Diego Felipe de Guzmán, marquès de Leganés                             | 1667 - 1669 | Fill de l'anterior.                                                                               |
| Regència de Maria Anna d'Àustria i regnat de Carles II de València (1665-1700) | Vespasiano Gonzaga Orsini, comte de Parets                             | 1669 - 1675 |                                                                                                   |
| Regència de Maria Anna d'Àustria i regnat de Carles II de València (1665-1700) | Francisco Idiáquez Butrón, duc de Ciudad Real                          | 1675 - 1678 |                                                                                                   |
| Regència de Maria Anna d'Àustria i regnat de Carles II de València (1665-1700) | Joan Tomàs de Rocabertí, arquebisbe de València                        | 1678 - 1679 | 1ª vegada.                                                                                        |
| Regència de Maria Anna d'Àustria i regnat de Carles II de València (1665-1700) | Pedro Manuel Colón de Portugal, duc de Veragua                         | 1679 - 1680 |                                                                                                   |
| Regència de Maria Anna d'Àustria i regnat de Carles II de València (1665-1700) | Rodrigo Manuel Manrique de Lara, comte d'Aguilar                       | 1680 - 1683 |                                                                                                   |
| Regència de Maria Anna d'Àustria i regnat de Carles II de València (1665-1700) | Juan Tomás de Rocabertí                                                | 1683        | 2ª vegada.                                                                                        |
| Regència de Maria Anna d'Àustria i regnat de Carles II de València (1665-1700) | Pedro José de Silva, comte de Cifuentes                                | 1683 - 1688 |                                                                                                   |
| Regència de Maria Anna d'Àustria i regnat de Carles II de València (1665-1700) | Luis de Moscoso i de Osorio, comte de Altamira                         | 1688 - 1690 |                                                                                                   |
| Regència de Maria Anna d'Àustria i regnat de Carles II de València (1665-1700) | Carlos Homo Dei Moura i Pacheco, marquès de Castel Rodrigo             | 1691 - 1696 |                                                                                                   |
| Regència de Maria Anna d'Àustria i regnat de Carles II de València (1665-1700) | Alfonso Pérez de Guzmán                                                | 1696 - 1700 |                                                                                                   |
| Regència de Maria Anna d'Àustria i regnat de Carles II de València (1665-1700) | Antonio Domingo de Mendoza Caamaño i Sotomayor, marquès de Villagarcía | 1700 - 1705 |                                                                                                   |
| Felip IV de València (1700-1707)                                               | Joaquín Ponce de León, duc d'Arcs                                      | 1705 - 1706 | Durant la Guerra de Successió espanyola cada aspirant al tron va nomenar els seus propis virreis. |
| Felip IV de València (1700-1707)                                               | Cristóbal Moscoso i Montemayor, comte de les Torres                    | 1706 - 1707 | Durant la Guerra de Successió espanyola cada aspirant al tron va nomenar els seus propis virreis. |
| Felip IV de València (1700-1707)                                               | Luis Antonio de Belluga Moncada, bisbe de Cartagena                    | 1707        | Durant la Guerra de Successió espanyola cada aspirant al tron va nomenar els seus propis virreis. |
| Carles III de València (1705-1707)                                             | Joan Baptista Basset i Ramos                                           | 1705 - 1706 | Durant la Guerra de Successió espanyola cada aspirant al tron va nomenar els seus propis virreis. |
| Carles III de València (1705-1707)                                             | Josep Folc de Cardona i d'Erill, comte de Cardona                      | 1706        | Durant la Guerra de Successió espanyola cada aspirant al tron va nomenar els seus propis virreis. |
| Carles III de València (1705-1707)                                             | Diego Hurtado de Mendoza i Sandoval, comte de la Corzana               | 1706 - 1707 | Durant la Guerra de Successió espanyola cada aspirant al tron va nomenar els seus propis virreis. |